# Édgar Méndez
Édgar Antonio Méndez Ortega (ur. 2 stycznia 1990 w Arafo) – hiszpański piłkarz występujący na pozycji skrzydłowego w indyjskim Bengaluru FC.